# Candas Fiogbe
Candas Bah Yovo Fiogbe (18 gennaio 2005) è un calciatore beninese, attaccante dell'Atalanta U23 e della nazionale beninese.

## Carriera

### Club
Cresciuto nel vivaio dell'Atalanta, ha percorso tutta la trafila delle giovanili approdando in Primavera a partire dalla stagione 2023-2024. Nella stagione successiva oltre a continuare a giocare stabilmente in Primavera (squadra con cui tra l'altro mette anche a segno 6 reti in altrettante presenze nella UEFA Youth League) è stato saltuariamente aggregato all'Atalanta U23, formazione riserve del club bergamasco militante in Serie C, dove ha debuttato a livello professionistico il 18 agosto nell'incontro di Coppa Italia Serie C perso 2-1 contro il Vicenza; sei giorni più tardi ha invece esordito anche in Serie C, nella sconfitta casalinga per 2-1 contro i milanesi dell'Alcione; termina il campionato con 3 presenze.

### Nazionale
Il 18 marzo 2025 ha ricevuto la prima convocazione con la nazionale maggiore beninese ed il 25 marzo ha debuttato nell'incontro di qualificazione per il Campionato mondiale di calcio 2026 contro il Sudafrica.

## Statistiche

### Presenze e reti nei club
Statistiche aggiornate al 25 marzo 2025.
| Stagione            | Squadra             | Campionato          | Campionato | Campionato | Coppe nazionali | Coppe nazionali | Coppe nazionali | Coppe continentali | Coppe continentali | Coppe continentali | Altre coppe | Altre coppe | Altre coppe | Totale | Totale | Totale |
| Stagione            | Squadra             | Comp                | Pres       | Reti       | Comp            | Pres            | Reti            | Comp               | Pres               | Reti               | Comp        | Pres        | Reti        | Pres   | Reti   |        |
| ------------------- | ------------------- | ------------------- | ---------- | ---------- | --------------- | --------------- | --------------- | ------------------ | ------------------ | ------------------ | ----------- | ----------- | ----------- | ------ | ------ | ------ |
| 2024-2025           | Atalanta U23        | C                   | 3          | 0          | CI-C            | 1               | 0               | -                  | -                  | -                  | -           | -           | -           | 4      | 0      |        |
| 2025-2026           | Atalanta U23        | C                   | -          | -          | CI-C            | 0               | 0               | -                  | -                  | -                  | -           | -           | -           | 0      | 0      |        |
| Totale Atalanta U23 | Totale Atalanta U23 | Totale Atalanta U23 | 3          | 0          |                 | 1               | 0               |                    | -                  | -                  |             | -           | -           | 4      | 0      |        |
| Totale carriera     | Totale carriera     | Totale carriera     | 3          | 0          |                 | 1               | 0               |                    | -                  | -                  |             | -           | -           | 4      | 0      |        |

### Cronologia presenze e reti in nazionale
| Cronologia completa delle presenze e delle reti in nazionale ― Benin | Cronologia completa delle presenze e delle reti in nazionale ― Benin | Cronologia completa delle presenze e delle reti in nazionale ― Benin | Cronologia completa delle presenze e delle reti in nazionale ― Benin | Cronologia completa delle presenze e delle reti in nazionale ― Benin | Cronologia completa delle presenze e delle reti in nazionale ― Benin | Cronologia completa delle presenze e delle reti in nazionale ― Benin | Cronologia completa delle presenze e delle reti in nazionale ― Benin |
| Data                                                                 | Città                                                                | In casa                                                              | Risultato                                                            | Ospiti                                                               | Competizione                                                         | Reti                                                                 | Note                                                                 |
| -------------------------------------------------------------------- | -------------------------------------------------------------------- | -------------------------------------------------------------------- | -------------------------------------------------------------------- | -------------------------------------------------------------------- | -------------------------------------------------------------------- | -------------------------------------------------------------------- | -------------------------------------------------------------------- |
| 25-3-2025                                                            | Abidjan                                                              | Benin                                                                | 0 – 2                                                                | Sudafrica                                                            | Qual. Mondiali 2026                                                  | -                                                                    | 86’                                                                  |
| Totale                                                               |                                                                      | Presenze                                                             | 1                                                                    |                                                                      | Reti                                                                 | 0                                                                    |                                                                      |